# فنتازيا
الخيال المُبدع أو الفنتازيا هي تناول الواقع الحياتي من رؤية غير مألوفة، ما يعني أن هنالك شكاً في عالم الرواية إن كان ينتمي إلى الواقع أم يرفضه، وفي نفس الوقت هو معالجة ابداعية خارجة عن المألوف للواقع المعيش، حيث تُعد الفانتازيا نوعاً أدبياً يعتمد على السحر وغيره من الأشياء الخارقة للطبيعة كعنصر أساسي للحبكة الروائية، والفكرة الرئيسية، وأحياناً للإطار الروائي. وتدور أحداث كثير من أعمال هذا النوع في فضاءات وهمية أو كواكب ينتشر بها السحر. وتختلف الفنتازيا، بصفة عامة، عن الخيال العلمي والرعب في توقع خلوها من العلم والموت، على التوالي، كفكرة أساسية، على الرغم من وجود قدر كبير من التداخل بين الثلاثة (التي تُعد أنواعاً أدبية مُتفرعة من الخيال التأملي).
وفي الثقافة الشعبية، يسيطر على نوع الفنتازيا الأدبي طابع العصور الوسطى، وخاصة منذ النجاح العالمي الذي حققته سيد الخواتم للكاتب لجيه آر آر تولكن. ومع ذلك تضم الفانتازيا، بأوسع معانيها، أعمال كثير من الكتاب، والفنانين، والسينمائيين، والموسيقيين، من الأساطير والخرافات القديمة إلى كثير من الأعمال الحديثة ذات الشعبية الواسعة اليوم.

## سمات الفانتازيا
تتلخص الصفات المميزة للفانتازيا في إدراج العناصر الخيالية داخل إطار متماسك ذاتياً (متناسق بالداخل)، حيث يظل الإلهام النابع من الأساطير والفولكلور فكرة أساسية منسقة. بداخل هذا الشكل، ويمكن تحديد أي مكان لعنصر الخيال: فقد يكون مُخبأ، أو قد يتسرب إلى ما قد يبدو إطاراً لعالم حقيقيّ، كما يمكن أن ترسم الشخصيات في عالم باستخدام هذه العناصر، أو قد توجد كاملة في إطار لعالم خيالي، حيث تكون هذه العناصر جزءاً من هذا العالم.
و غالباً ما تتسم الفانتازيا الفرنسية، بدءاً من القصص التي اختارها جون دابليو كامبل الابن لتُنشر في مجلة المجهول (أن نون)، بالمنطقية الداخلية، أي أن أحداث القصة من المستحيل أن تتحقق، إلا أنها تتبع «قوانين» السحر، ولها إطار مُنسق داخلياً.

## التاريخ

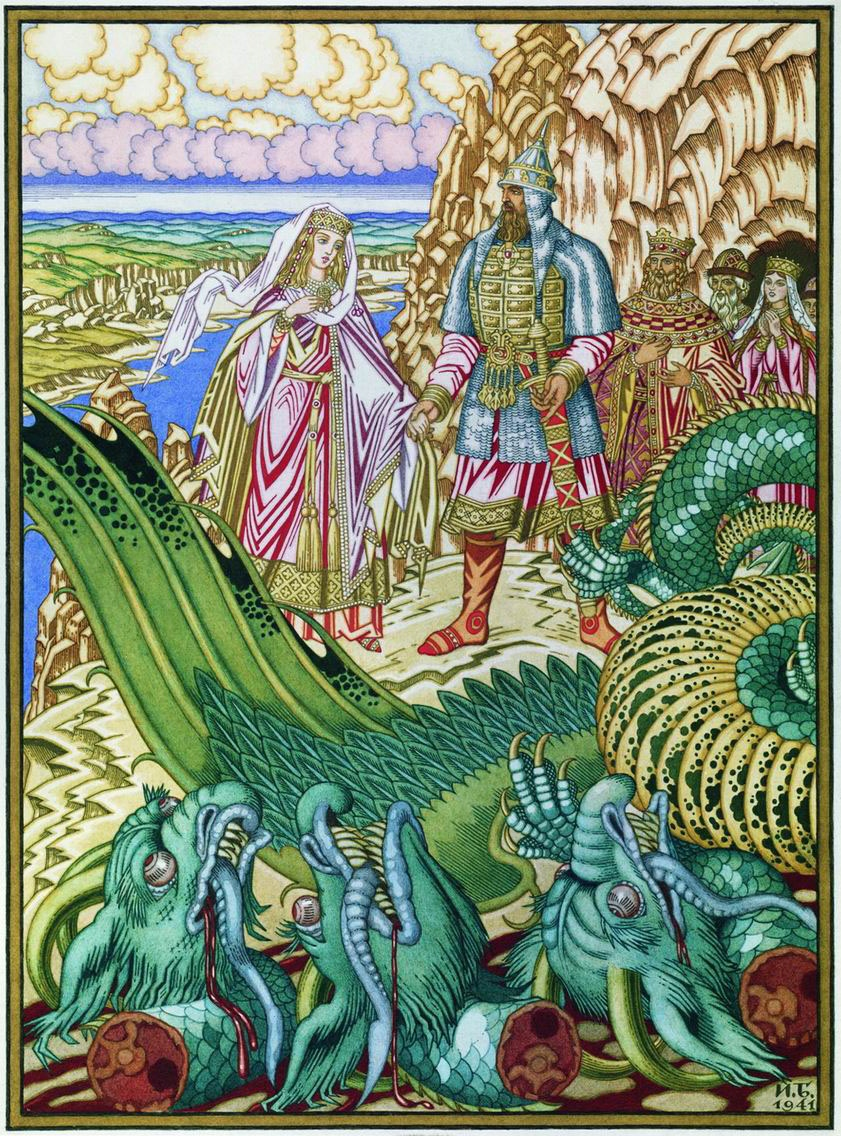
ولقد كان الحكايات والأساطير، مثل انقاذ دوبرينيا نيكيتش لزابافا بوتياتيشنا من التنين، جورينيش، مصدراً هاماً للفنتازيا.

طالما كانت العناصر الأسطورية وغيرها التي تُميز الفانتازيا ومختلف فروعها جزءاً من أعرق الأعمال الأدبية وأكثرها شهرة، وذلك غالباً بدءاً من ملحمة جلجاميش، وأولى الوثائق التي عرفتها البشرية؛ وطالما ألهمت العوالم السرية الغامضة أعداد كبيرة من الجماهير؛ من الأودِسة لبيو وولف، ومن ماهابهاراتا لألف ليلة وليلة، ومن رامايانا إلى رحلة إلى الغرب، ومن أسطورة آرثر والرومانسية في العصور الوسطى إلى الشعر الملحمي مثل الكوميديا الإلهية، والمغامرات الخيالية التي ترصد شجاعة الأبطال والبطلات، والوحوش القاتلة، والعوالم السرية المهجورة. من هذا المنظور، نجد أن كل من تاريخ الفنتازيا وتاريخ الأدب جزءاً لا يتجزأ من الآخر.

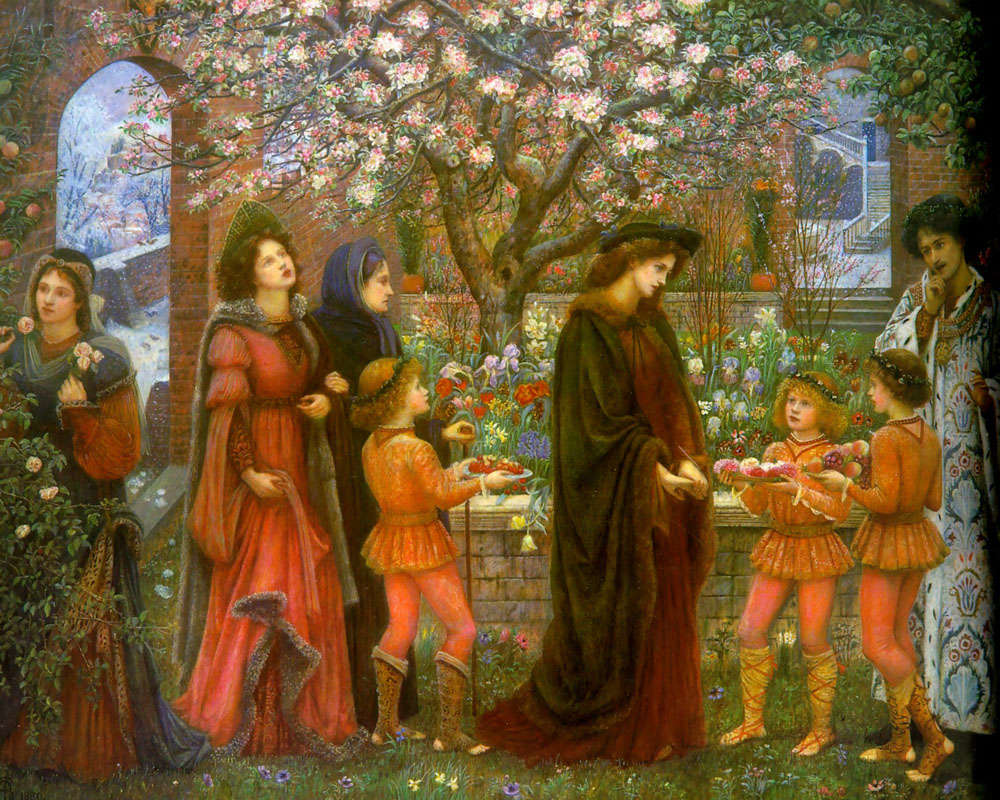
تكون بعض الأعمال غير واضحة لاعتقاد الكتاب في العجائب التي تحتوي عليها، مثل الحديقة المسحورة في ديكاميرون

وهناك العديد من الأعمال التي لا تتضح فيها العلاقة بين الفنتازيا وغيرها من الأعمال؛ فعلى سبيل المثال تجعل الحيرة في معرفة إذا كان الكاتب يعتقد في وجود الأشياء والظواهر العجيبة الموجودة في حلم ليلة في منتصف الصيف أو سير جوين والفارس الأخضر، تجعل من الصعب تحديداً معرفة متى بدأت الفنتازيا بمعناها الحديث.
وعلى الرغم من أن كتاب جون راسكين، ملك النهر الذهبي قد أرخ من قبل، إلا أن أدب الفنتازيا الحديثة دائماً ما يُؤرخ بداية من جورج ماكدونالد، الكاتب الأسكتلندي صاحب روايات مثل الأميرة والجني وفانتاستس (1858)، وتُعد الأخيرة أول رواية خيالية للكبار. ويمثل ماكدونالد تأثيراً كبيراً على كل من جيه آر آر تولكين وسي اس لويس. أما ويليام موريس، فيُعد الكاتب الكبير الآخر لهذه الحقبة، وهو شاعر إنجليزي ذو شعبية كبيرة. ألف العديد من الروايات في أواخر القرن، منهم البئر الموجود بنهاية العالم.
وعلى الرغم من تأثير مكدونالدز على في الجزء الخلفي من رياح الشمال (1871)، وشعبية موريس بين معاصريه، لم يبدأ يتكون جمهور للفنتازيا قبل مطلع القرن التاسع عشر حيث قام اللورد دإنساني بتأسيس شعبية هذا النوع الأدبي في شكلي الرواية والقصة القصيرة، كما بدأ كثير من الكتاب ذو شعبية كبيرة والمتبعون لهذا الاتجاه السائد في التوجه إلى الكتابات الخيالية في ذلك الوقت. ومن هؤلاء إيتش رايدر هاجارد، وروديارد كيبلنج، وإيدجر رايس بوروز.قام هؤلاء الكتاب، ومعهم أبراهام ميريت، بتأسيس ما يُعرف بنوع «العالم المفقود» الأدبي الفرعي، والذي كان يُعد النوع الأدبي الفرعي الأكثر شهرة للفنتازيا في أوائل القرن العشرين، على الرغم من أن العديد من قصص الأطفال الخيالية القديمة كبيتر بان والساحر أوز ظهروا في هذا الوقت تقريباُ.
وبالفعل، كانت تُعد فنتازيا الأحداث أكثر قبولا من الفنتازيا الموجهة للكبار، الأمر الذي جعل الكتاب الراغبون في كتابة فنتازيا يجعلون أعمالهم تناسب الأطفال. وقد كتب ناثانييل هوثورن كثير من الأعمال الأولى القريبة من الفنتازيا، إلا أن كتاب العجائب للبنات والبنين، الذي كتبته للأطفال، كان مُصنف على أنه خيالي. ولسنوات عدة، كان ذلك، بالإضافة إلى ما تلاه كمغامرات أليس في بلاد العجائب (1865)، سبباً في تصنيف كل الأعمال الخيالية، بما فيها ملك الخواتم، على أنها أدب أطفال.
وفي عام 1923، صدرت أول مجلة خيالية كاملة، تحت اسم حكايات غريبة. تلى ذلك صدور كثير من المجلات المماثلة، من أهمها مجلة الفنتازيا والخيال العملي. وكان شكل المجلة من الداخل في أوج شهرته في ذلك الوقت، كما كان سبباً في حشد عدد كبير من الجماهير حول القصص الخيالي في كل من الولايات المتحدة الأمريكية وبريطانيا. كانت هذه المجلات أيضاً سبباً في نهوض الخيال العلمي، والذي تزامن معه بدء ارتباط النوعين الأدبيين.
وبحلول عام 1950، بدأت قصص «السيف والسحر» في جذب جمهور كبير، وذلك بنجاح كونان البربري التي كتبها روبرت إي هوارد، وفافهرد التي كتبها فريتز لايبر، وقصص مصيدة الفئران الرمادية. ومع ذلك، كان ظهور الخيال الواسع، والأهم من ذلك كله شهرة كتابي جيه آر آر تولكين، ذا هوبت وملك الخواتم في أواخر الستينينات، كان السبب وراء دخول الفنتازيا التيار السائد. كما ساعدت العديد من السلاسل الأخرى، مثل أحداث نارنيا لسي إس لويس، وكتب الأرض والسماء لأورسولا كيه لي جوين.
وقد استمرت شعبية الفنتازيا في التزايد في القرن ال21، وأكبر دليل على ذلك أن هاري بوتر لجي كيه رولنج كان يُعد الأكثر مبيعاً. وقد حققت العديد من أفلام الخيال المستمدة من كتب الخيال مراكز كبيرة، من أهمها ثلاثية "ملك الخواتم" التي أخرجها بيتر جاكسون.
ووفقاً لبعض الانتقادات الموجهة إلى الفنتازيا، تُعد الفنتازيا أدباً من «الدرجة الثانية»؛ ولكن تيري بروكس دفع ذلك بإجابته عن سؤال على موقعه الرسمي على الإنترنت:

## وسائل الإعلام
أنتج السوريون كثيرا من مسلسلات الفنتازيا منها الجوارح والكواسر والبواسل والموت القادم إلى الشرق التي أخرجها نجدة إسماعيل أنزور.

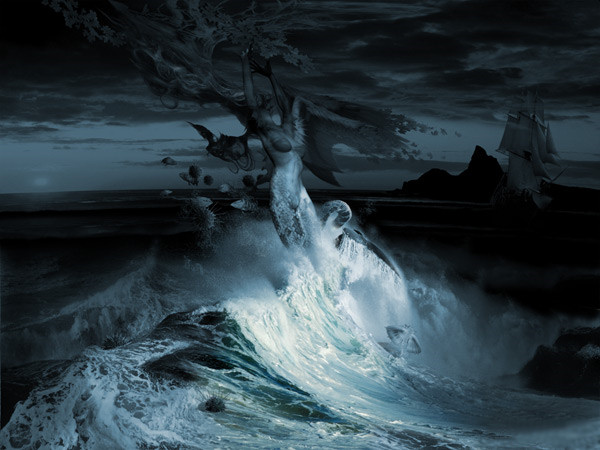
صفات حوريات البحر (2006).

تُعد الفنتازيا نوعاً أدبياً ذو شعبية، وذلك لأنه تمكن من إيجاد مكاناً في كل الأوساط تقريباً. وعلى الرغم من تزايد شعبية الفنون والأفلام الخيالية مؤخراً، إلا أن أدب الخيال طالما كان الوسط الرئيسي لهذا النوع الأدبي.
كما تنتشر ألعاب تمثيل الأدوار الخيالية، تنتشر عبر العديد من وسائل الإعلام المختلفة، وتُعد لعبة تمثيل الأدوار التي تُلعب بالورقة والقلم، دانجونز ودراجونز، أولهم وأكثر نجاحاً وتأثيراً، كما طالما كانت لعبة تمثيل الأدوار عن الخيال العلمي، فاينال فنتاسي، رمزاً للوحة تحكم نوع لآر بي جي الأدبي.

## الأنواع الأدبية الفرعية
كما أنتجت الفنتازيا الحديثة، التي تتضمن الفنتازيا الحديثة الأولى، كثير من الأنواع الأدبية الفرعية التي تنقصها نظائر واضحة في الأساطير والفولكلور، على الرغم من أن الإلهام النابع من الأساطير والفولكلور يُعد موضوعاً متناسقاً. وتتعدد وتختلف فروع الفنتازيا، وكثيراً ما تتداخل مع أشكال أخرى من الخيال التأملي تقريباً في كل وسط يتم إنتاجهم فيه. ويمكن ضرب مثلان على ذلك بالخيال العلمي والخيال المظلم الذين يُعدان نوعين فرعيين، وتشاركهما الفنتازيا مع الخيال العلمي والرعب على حد سواء.

## ثقافة فرعية
يجتمع المتخصصون مثل الناشرون والمحررون والكتاب والفنانون والعلماء في إطار الفنتازيا سنوياً في المؤتمر العالمي للفنتازيا، ويتم توزيع جوائز الفنتازيا العالمية في المؤتمر.وقد أقيم أول مؤتمر عالمي للفنتازيا عام 1975، ومن ذلك الحين وهو يقام كل عام.ويُعقد المؤتمر كل عام في مدينة مختلفة.
بالإضافة إلى ذلك، تقوم كثير من مؤتمرات الخيال العلمي، مثل برنامج إف إكس الذي يُبث من فلوريدا، وميجا كون، تقوم بتلبية حاجات معجبي الفنتازيا والرعب. وتتميز مؤتمرات أنيمي، مثل أوهايوكون أو أنيمي إكسبو بعروضها الفنتازية الكثيرة، والخيال العلمي، ومسلسلات وأفلام الفنتازيا المُظلمة، مثل ماجوتسوشي أورفن (فنتازيا)، والقمر البحار (فنتازيا علمية)، وبيرسيرك (فنتازيا مُظلمة)، والاختطاف الغامض (فنتازيا). كما تقوم كثير من مؤتمرات الخيال/الفنتازيا والأنيمي أيضاً بالتفرد حصرياُ أو تلبية احتياجات واحدة أو أكثر من الثقافات الفرعية العديدة داخل الثقافات الأساسية، بما في ذلك الثقافة الفرعية المؤثرة (حيث يصمم و/أو يرتدي الناس الأزياء المصممة على أساس الشخصيات الموجودة أو التي تخلق نفسها، وأحياناً ما يقومون بتمثيل مشاهد ومسرحيات أيضاً)، وثقافة أدب معجبي الفنتازيا الفرعية، وثقافة قصص معجبي فيد وإيه إم في الفرعية، بالإضافة إلى ثقافة الإنترنت الفرعية الضخمة المخصصة لقراءة وكتابة الخيال النثري و/أو الدوجينشي سواء أكان جزءاً من الثقافة أو متعلقاً بتلك الأنواع الأدبية.

## الفنتازيا في الأدب العربي
تسمى أيضا أدب الخيال ويعرف بأنه فن يقوم بالأساس على الخيال الواسع والأساطير والخرافات ذات الشعبية الواسعة لدى الجمهور، والتي تتمتع بجاذبية قوية بسبب قدرتها على أخذ المشاهدين في رحلة جميلة في فضاء الخيال، والأساطير التي طالما سمع بها على مدار التاريخ، ويتميز هذا النوع من الفن بقدرته على التشويق والإثارة القائمين على الغموض، ويعتبر أبو عمر مصطفى من أبرز رواد هذا النوع من الأدب في العالم العربي.

## الروابط الخارجية
- كرمت معظم كتب الخيال في كتاب حوليات جائزة
- في الصفحة سادس في مشروع غوتنبرغ من أستراليا
- المحرمات والاستعارة في أدب الخيال